# رومنکاک (ویرجینیا)
رومنکاک (به انگلیسی: Romancoke) یک منطقهٔ مسکونی در ایالات متحده آمریکا است که در شهرستان کینگ ویلیام، ویرجینیا واقع شده‌است.